# Jalón de Cameros
Jalón de Cameros é um município da Espanha
na província e comunidade autónoma de La Rioja, de área 8,43 km² com população de 35 habitantes (2007) e densidade populacional de 5,57 hab/km².

## Demografia
| Variação demográfica do município entre 1991 e 2004 | Variação demográfica do município entre 1991 e 2004 | Variação demográfica do município entre 1991 e 2004 | Variação demográfica do município entre 1991 e 2004 |
| --------------------------------------------------- | --------------------------------------------------- | --------------------------------------------------- | --------------------------------------------------- |
| 1991                                                | 1996                                                | 2001                                                | 2004                                                |
| 41                                                  | 33                                                  | 48                                                  | 47                                                  |